# Annie van Gansewinkel
Annie van Gansewinkel (Weert, 16 februari 1954) is een Nederlandse schrijfster.
Zij schrijft voor kinderen en volwassenen, zowel proza als poëzie en toneel. Naast teksten in het Nederlands schrijft zij soms ook in het Limburgs dialect, namelijk in haar moedertaal, het Weerts. Onder het pseudoniem Anne Winkels schrijft ze thrillers. Ze woont in Wageningen. In 1992 verscheen haar debuut Reisgenoten gezocht. In 2013 won ze de Groot-Limburgse Veldeke Literatuurprijs.
Annie van Gansewinkel werkt graag samen met andere kunstenaars in projecten voor beeldende kunst, fotografie, muziek en dans. Ze is lid van onder meer de Auteursbond, Platform Beroepskunstenaars Wageningen en Schrijversharten. Al meer dan twintig jaar begeleidt ze uiteenlopende cursussen en workshops creatief schrijven. Ook geeft ze trainingen zakelijk schrijven.